# Parallelomma paridis
Parallelomma paridis är en tvåvingeart som beskrevs av Erich Martin Hering 1923. Parallelomma paridis ingår i släktet Parallelomma, och familjen kolvflugor. Arten är reproducerande i Sverige.